# Phaea sherylae
Phaea sherylae är en skalbaggsart som beskrevs av Chemsak 2000. Phaea sherylae ingår i släktet Phaea och familjen långhorningar.
Artens utbredningsområde är Costa Rica. Inga underarter finns listade i Catalogue of Life.